# Petri Varis
Petri Johannes Varis (* 13. Mai 1969 in Varkaus) ist ein finnischer Eishockeyspieler, der als Stürmer spielt. Er wurde im NHL Entry Draft 1993 in der sechsten Runde als 132. von den San Jose Sharks ausgewählt.

## Karriere
Nach Beginn seiner Profikarriere in der finnischen I-divisioona bei Karhu-Kissat spielte Varis seine ersten Spiele in der SM-liiga bei Ässät Pori. Nach zwei Saisons bei Ässät verpflichtete Jokerit den Linksstürmer, bei denen er nun sieben Jahre auf Torejagd ging. Mit Jokerit gewann Varis vier Mal die finnische Meisterschaft und zwei Mal den Europacup.
1997 wechselte Varis nach Nordamerika, wo er eine Saison bei den Indianapolis Ice in der IHL verbrachte. Dabei durfte er für ein Spiel in den Genuss der NHL kommen, als er für die Chicago Blackhawks auflief. Nach diesem Gastspiel in Übersee kam er zur Saison 1998/99 in die Deutsche Eishockey Liga zu den Kölner Haien, um nach einem Jahr wieder für Jokerit aufzulaufen. Nach einem zweijährigen Auftritt in der Schweiz verschlug es ihn erneut in die finnische Liga, wo er seitdem wieder bei Jokerit dem Puck hinterherjagt.
Insgesamt schoss er 271 Tore in der SM-Liiga sowie sieben Tore in sieben Europacup-Spielen. (Stand Juni 2008)
Varis war außerdem Spieler der finnischen Eishockeynationalmannschaft und gewann 1994 in Lillehammer die Bronzemedaille beim Eishockeywettbewerb.

## Karrierestatistik
(Legende zur Spielerstatistik: Sp oder GP = absolvierte Spiele; T oder G = erzielte Tore; V oder A = erzielte Assists; Pkt oder Pts = erzielte Scorerpunkte; SM oder PIM = erhaltene Strafminuten; +/− = Plus/Minus-Bilanz; PP = erzielte Überzahltore; SH = erzielte Unterzahltore; GW = erzielte Siegtore; 1 Play-downs/Relegation; Kursiv: Statistik nicht vollständig)

## Erfolge und Auszeichnungen
- 1992 Jarmo Wasaman muistopalkinto (Bester Rookie der SM-liiga)
- 1996 Matti-Keinonen-Trophäe
- 1996 Jari-Kurri-Trophäe
- 1997 Aarne-Honkavaara-Trophäe
- 1997 Veli-Pekka-Ketola-Trophäe
- 2001 Veli-Pekka-Ketola-Trophäe
- 2013 Aufnahme in die Finnische Eishockey-Ruhmeshalle

## Rekorde
- Meiste Tore (12) in der SM-liiga in den Playoffs (1996 bei Jokerit)
- Spieler mit den meisten Punkten und Toren bei Jokerit, zweitmeiste Assists. (Stand Juni 2008)